# Tko to tamo pjeva?
Tko to tamo pjeva? hrvatska je inačica južnokorejskoga glazbenog reality showa „I can see your voice” tvrtke CJ ENM. Emisija je krenula s prikazivanjem 15. ožujka 2024. godine na kanalu Nova TV. Voditelj emisije je Frano Ridjan, dok su panelisti Alka Vuica, Gianna Apostolski, Luka Nižetić i Goran Vinčić. Emisija je obnovljena za drugu sezonu, a prijave za istu su počele u listopadu 2024.

## Produkcija
Prije pokretanja srbijanskog kanala Una TV, 21. prosinca 2021., Una World Network je u suradnji s „Videostroj” isprva planirao proizvesti adaptaciju showa za više zemalja putem zajedničkog sporazuma s produkcijskim kućama „CJ ENM” i „Fremantle” s početkom razvoja u rujnu 2021.
Na kraju su zemlje sudionice odlučile snimiti vlastite adaptacije showa, a United Media je u siječnju 2024. nabavila hrvatsku inačicu.

## Format
U svakoj emisiji gledateljima se predstavljaju „tajni glasovi” koje publika raspoznaje prema njihovim zanimanjima, karakterima. Tako će u svakoj emisiji pjevati odvjetnik, medicinska sestra, građevinar, frizerka ili netko treći. Među njima se u svakoj emisiji krije različiti broj pjevača, ali i onih koji uopće ne znaju pjevati. Natjecatelju je cilj među devetero „tajnih glasova” raspoznati one koji pjevaju loše i tako doći do glavne novčane nagrade.

## Pregled sezona
| Sezona | Sezona | Epizode | Datum            | Datum             | Voditelj     | Panelisti (sezone)                                     | Panelisti (sezone)                                     | Dobri pjevači | Loši pjevači |
| Sezona | Sezona | Epizode | Premijea         | Finale            | Voditelj     | 1.                                                     | 2.                                                     | Dobri pjevači | Loši pjevači |
| ------ | ------ | ------- | ---------------- | ----------------- | ------------ | ------------------------------------------------------ | ------------------------------------------------------ | ------------- | ------------ |
|        | 1.     | 12      | 15. ožujka 2024. | 31. svibnja 2024. | Frano Ridjan | Alka Vuica Gianna Apostolski Luka Nižetić Goran Vinčić | Alka Vuica Gianna Apostolski Luka Nižetić Goran Vinčić | 11            | 1            |
|        | 2.     | 12      | 7. ožujka 2025.  | 23. svibnja 2025. | Frano Ridjan | Alka Vuica Gianna Apostolski Luka Nižetić Goran Vinčić | Alka Vuica Gianna Apostolski Luka Nižetić Goran Vinčić | 11            | 1            |

## Vanjske poveznice
- Službena stranica novatv.dnevnik.hr
- Popis suradnika emisije Tko to tamo pjeva? – Arhivirana inačica izvorne stranice od 17. kolovoza 2024. (Wayback Machine)